# Louis-Philippe de Rigaud de Vaudreuil
Pour l’article homonyme, voir Louis-Philippe de Vaudreuil.
Pour les autres membres de la famille, voir Rigaud de Vaudreuil.
Louis-Philippe de Rigaud, comte de Vaudreuil, né le 22 septembre 1691 à Québec (Canada, Nouvelle-France) et mort à Rochefort ou à Tours le 27 décembre 1763, est un officier de marine français des XVIIe et XVIIIe siècles. Il sert d'abord au Canada dont son père est gouverneur général et ne vient en France qu'après la mort de son père (1725). Il gravit un à un les échelons de la hiérarchie dans la Royale jusqu'en 1738, date à laquelle il reçoit un brevet de capitaine de vaisseau. Pendant la guerre de Succession d'Autriche, il affronte par deux fois les Britanniques. Une première fois en 1744 au large du cap Sicié et surtout en octobre 1747 lors de la seconde bataille du cap Finisterre au cours de laquelle il vient porter secours à son amiral, assailli de toutes parts. Nommé chef d'escadre en récompense, puis lieutenant général des armées navales, il est couvert d'honneurs et nommé commandant de la Marine à Rochefort.

## Biographie

### Origines et jeunesse
Né le 22 septembre 1691 à Québec, il est le fils aîné de Philippe de Rigaud de Vaudreuil (1643-1725) et de Louise-Élisabeth de Joybert de Soulanges et de Marson (1673-1740). Il descend de deux familles établies en Nouvelle-France. Son père est gouverneur général de la Nouvelle-France de 1703 à sa mort en 1725. Son grand-père maternel, Pierre de Joybert de Soulanges et de Marson est gouverneur de l'Acadie de 1677 à 1678.

### Carrière dans la marine royale
Entré au service encore enfant avec une expectative d’enseigne dans les troupes du Canada le 8 mai 1695, Louis-Philippe de Rigaud de Vaudreuil reçoit, le 20 mai 1698, un brevet d’enseigne en pied et de garde-marine puis est promu lieutenant dès le 15 juin 1705. En 1707, il s’embarque sur Le Héros et prend part au combat livré par ce vaisseau au large des Açores. Nommé capitaine le 5 mai 1710, il fait campagne sur L’Africain et est envoyé à la cour par son père, l’année suivante, pour annoncer la déroute de l’escadre anglaise de l'amiral Hovenden Walker qui devait attaquer Québec. À cette occasion, il est présenté au roi Louis XIV et à Pontchartrain, ministre de la Marine, qui lui accorde le 5 juillet 1711 un brevet d’enseigne de vaisseau. Promu au grade de lieutenant de vaisseau le 28 juin 1713, il sert successivement à bord du François (1716), de L'Éléphant (1718), du Chameau (1720 et 1723), et du Dromadaire (1722 et 1725) effectuant des missions de transport entre la France et le Canada. Il est — entre-temps — créé chevalier de Saint-Louis le 23 décembre 1721.
En 1727, il sert sur L’Ardent en mer Méditerranée puis, en 1729, il commande à nouveau L’Éléphant. Ce navire, qui transportait à Québec le nouveau commissaire ordonnateur Hocquart, le coadjuteur Pierre-Herman Dosquet et les deux frères de Louis-Philippe, Pierre et François-Pierre, se perd sur un rocher près du cap Brûlé à quelque 30 milles de sa destination le 1er septembre 1729. Les passagers et les membres de l’équipage sont sauvés et Vaudreuil est absous par le conseil de guerre tenu le 7 mars 1730 à Rochefort en France, sous la présidence du commandant de la Marine de ce port. Cette même année, il sert au Canada comme second à bord du Rubis ; en 1731, il fait campagne aux Antilles sur le François et, en 1734–1735, il commande la Charente en partance pour l’île Royale (île du Cap-Breton). Promu capitaine de vaisseau le 1er avril 1738, il prend le commandement du Jason l’année suivante et transporte à Louisbourg, Isaac-Louis de Forant et François Bigot, respectivement gouverneur et commissaire ordonnateur de cet établissement.

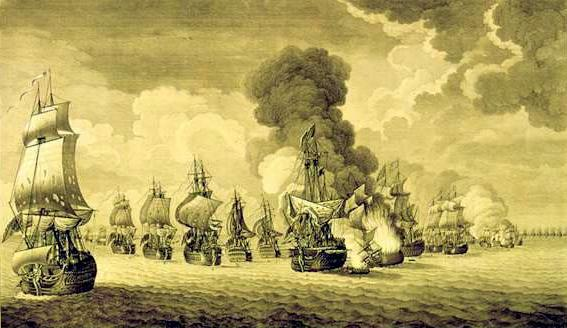
Gravure représentant le combat du cap Sicié (1744) qui est aussi appelé « bataille de Toulon » par les Anglais et les Espagnols.

Après avoir reçu le commandement de La Victoire en 1741, il prend en 1744 celui de L’Aquilon puis de L’Heureux dans l’escadre de la Méditerranée et participa au combat livré le 22 février au large de Toulon par Claude-Élisée de Court de La Bruyère à l’escadre de l’amiral anglais Thomas Mathews, puis assura des escortes de convois entre Toulon et l’île de Malte.

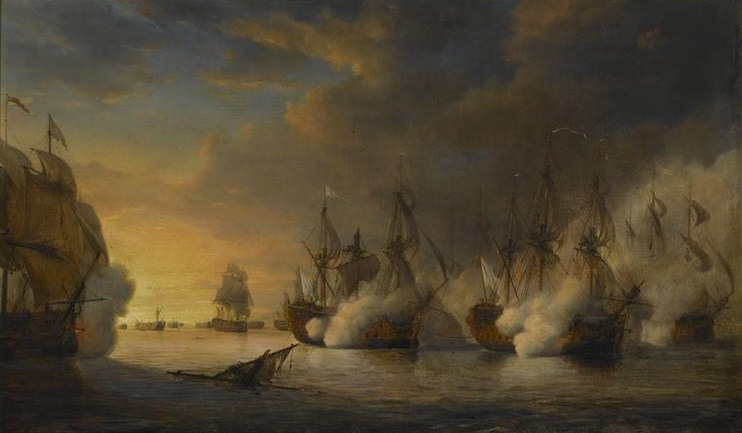
Le Tonnant secouru par lIntrépide lors de la bataille du cap Finisterre (octobre 1747). Tableau par Pierre-Julien Gilbert

C’est en 1747 qu’il devait s’illustrer particulièrement en commandant l’Intrépide, qui faisait partie de l’escadre de huit vaisseaux commandée par le marquis de l'Estenduère et chargée de protéger un énorme convoi de 252 navires marchands entre la France et les Antilles. Le 25 octobre, au nord-ouest du cap Finisterre, cette formation est attaquée par les 14 vaisseaux de l’amiral anglais Edward Hawke. Bientôt prise entre deux feux par une habile manœuvre de l’ennemi, l’escadre française se défend avec la plus farouche détermination et le combat est d’une violence extrême. Vaudreuil, après avoir brillamment secondé son chef, qui était à bord du Tonnant, sauve le navire d’une perte certaine en l’arrachant de haute lutte à l’emprise de trois vaisseaux ennemis et en le remorquant jusqu’à Brest. Grâce à l’énergique défense, le convoi peut s’échapper et les vaisseaux anglais, désemparés, sont hors d’état de le poursuivre.
Louis XV, pour perpétuer le souvenir de son courage, fait exécuter un tableau représentant l’Intrépide luttant avec la flotte anglaise, tableau dont il fait don à Vaudreuil, et dont on voit une copie au musée de Versailles. Sa brillante conduite vaut à Vaudreuil une promotion au grade de chef d'escadre le 1er avril 1748. Cinq ans plus tard, le 25 août 1753, il est nommé lieutenant général des armées navales, grade très élevé pour l'époque juste en dessous de celui de vice-amiral. Il termine sa carrière comme commandant de la Marine à Rochefort.
Vaudreuil est promu commandeur de l'ordre royal et militaire de Saint-Louis le 1er juillet 1754 et grand-croix le 14 novembre 1756. Il meurt à Rochefort ou à Tours le 27 décembre 1763, à l'âge de 72 ans.

## Mariage et descendance
Il épouse le 22 décembre 1723, Élisabeth-Catherine Le Moyne, fille de Joseph Le Moyne de Sérigny, gouverneur du port de Rochefort, et de Marie-Élisabeth Héron. De cette union naissent deux fils qui servent tous dans la marine, et une fille. Ces deux fils parviendront — comme lui — au grade de lieutenant général et se distinguent pendant la guerre d'indépendance des États-Unis.
- Louis-Philippe de Rigaud de Vaudreuil (1724-1802)
- Louise Élisabeth Charlotte de Rigaud de Vaudreuil (1725-1806)
- Jean-Louis de Rigaud de Vaudreuil (1728-1810)

### Sources et bibliographie
- Pierre Larousse, Grand dictionnaire universel du XIXe siècle
- Étienne Taillemite, Inventaire analytique, série B, t. I, p. 296
- Michel Vergé-Franceschi, La Marine française au XVIIIe siècle : guerres, administration, exploration, Paris, SEDES, coll. « Regards sur l'histoire », 1996, 451 p. (ISBN 2-7181-9503-7)
- Michel Vergé-Franceschi (dir.), Dictionnaire d'histoire maritime, Paris, éditions Robert Laffont, coll. « Bouquins », 2002, 1508 p. (ISBN 2-221-08751-8 et 2-221-09744-0, BNF 38825325)
- Étienne Taillemite, Dictionnaire des marins français, Paris, éditions Tallandier, 2002, 573 p. (ISBN 2-84734-008-4), p. 266
- Raoul Castex, Les idées militaires de la Marine du XVIIIe siècle ; de Ruyter à Suffren, L. Fournier, Paris, 1911, 371 pages, p. 223ss
- Georges Lacour-Gayet, La marine militaire de la France sous le règne de Louis XV, H. Champion, 1910, 581 p. (lire en ligne), p. 157, 187, 388 et 498
- Prosper Levot et Onésime Troude, Batailles navales de la France, t. 1, Challamel l'Ainé, 1867 (lire en ligne), p. 316
- Narcisse-Eutrope Dionne, Le naufrage de l’Éléphant, BRH, t. XI, 1905, pp. 119–121.